# Icon (álbum de Nirvana)
Icon é uma coletânea musical da banda grunge estadunidense Nirvana, lançado em 31 de agosto de 2010.

## Overview
Icon é a segunda maior coletânea da Banda. O álbum foi parte da série lançada pela Universal Music Enterprises, que contou com os maiores releases hits de 30 grandes artistas, abrangendo rock, pop, R&B e country.
O álbum apresenta "You Know You're Right", lançado pela primeira vez na coletânea de 2002, Nirvana, bem como os quatro singles da banda de 1991, do renomado álbum Nevermind ("Smells Like Teen Spirit", "Come as You Are", "Lithium","In Bloom") e três singles do seu álbum de 1993, In Utero ("Heart-Shaped Box", "Pennyroyal Tea", "Rape Me"), mais uma faixa do álbum de In Utero ("Dumb"). O álbum também inclui o single do álbum MTV Unplugged in New York ("About a Girl") e a versão unplugged de "All Apologies", que era originalmente um single do álbum In Utero.

## Lista de faixas
| N.º            | Título                                                           | Duração |  |
| 1.             | "You Know You're Right" (do Nirvana)                             | 3:37    |  |
| 2.             | "Smells Like Teen Spirit" (do Nevermind)                         | 5:02    |  |
| 3.             | "Come As You Are" (do Nevermind)                                 | 3:40    |  |
| 4.             | "Lithium" (do Nevermind)                                         | 4:17    |  |
| 5.             | "In Bloom" (do Nevermind)                                        | 4:15    |  |
| 6.             | "Heart-Shaped Box" (do In Utero)                                 | 4:40    |  |
| 7.             | "Pennyroyal Tea" (do In Utero, remix do single "Pennyroyal Tea") | 3:36    |  |
| 8.             | "Rape Me" (do In Utero)                                          | 2:50    |  |
| 9.             | "Dumb" (do In Utero)                                             | 2:31    |  |
| 10.            | "About a Girl" (versão acústica do MTV Unplugged in New York)    | 3:08    |  |
| 11.            | "All Apologies" (versão acústica do MTV Unplugged in New York)   | 3:45    |  |
| Duração total: | Duração total:                                                   | 41:21   |  |

## Gráfico
| Ano  | Gráfico            | Posição |
| ---- | ------------------ | ------- |
| 2010 | Greek Albums Chart | 37      |